# Lomaspilis nigrosparsata
Lomaspilis nigrosparsata là một loài bướm đêm trong họ Geometridae.